# ريناته بلومه
ريناته بلومه (بالألمانية: Renate Blume)‏ هي ممثلة ألمانية (وحملت سابقاً جنسية ألمانيا الشرقية)، ولدت في 3 مايو 1944 في باد فيلدونغن في ألمانيا. من الجوائز التي نالتها جائزة لينين.

## جوائز
- جائزة لينين

## وصلات خارجية
- رينات بلوم على موقع IMDb (الإنجليزية)
- رينات بلوم على موقع ألو سيني (الفرنسية)
- رينات بلوم على موقع أول موفي (الإنجليزية)
- رينات بلوم على موقع قاعدة بيانات الأفلام السويدية (السويدية)
- رينات بلوم على موقع ديسكوغز (الإنجليزية)
- رينات بلوم على موقع قاعدة بيانات الفيلم (الإنجليزية)
- رينات بلوم على موقع كينوبويسك (الروسية)